# Travis Coons
Travis Coons (Alta Loma, 6 febbraio 1992) è un giocatore di football americano statunitense che gioca nel ruolo di placekicker per i Cleveland Browns della National Football League (NFL).

## Carriera

### Tennessee Titans
Al college, Coons giocò a Washington. Dopo non essere stato scelto nel Draft NFL 2014, firmò con i Tennessee Titans. Fu svincolato il 1º settembre 2014

### Cleveland Browns
Il 30 dicembre 2014, Coons firmò con i Cleveland Browns. Durante la pre-stagione 2015 superò Carey Spear per il ruolo di kicker titolare della squadra. Il 28 novembre 2015 superò il record NFL precedentemente condiviso da Kai Forbath e Chandler Catanzaro per field goal segnati consecutivamente ad inizio carriera con 18.

## Statistiche
| Partite totali       | 11 |
| Field goal provati   | 19 |
| Field goal segnati   | 18 |
| Field goal più lungo | 44 |

Statistiche aggiornate alla settimana 12 della stagione 2015